# Livio d'Alviano
Livio d'Alviano (Pordenone, 1514 – Cherasco, 1537) è stato un militare e politico italiano.
Fu signore di Pordenone e conte di Alviano.

## Biografia
Livio d'Alviano nacque nel 1514 dalle nozze fra Pantasilea Baglioni e il noto condottiero Bartolomeo d'Alviano. Nel 1515, dopo la morte in battaglia del padre, la contea di Alviano e la signoria di Pordenone (territori appartenuti a Bartolomeo d'Alviano) andarono sotto la reggenza da parte della madre, in attesa che il figlio Livio crescesse.
Nel 1529, all'età di quindici anni, Livio d'Alviano prese finalmente i pieni poteri di Pordenone e di Alviano. Nel 1537 Livio combatté a Cherasco per conto della Serenissima contro l'esercito di Alfonso III d'Avalos e quivi morì.
Con Livio d'Alviano si estinse la dinastia dei d'Alviano; Pordenone finì direttamente sotto il dominio della Repubblica di Venezia fino alla caduta di quest'ultima; Alviano, invece, tornò ad essere un normale territorio dello Stato Pontificio.

## Discendenza
Livio sposò Marzia Orsini (?-1548), figlia di Ludovico Orsini, conte di Pitigliano, senza avere discendenza.